# Code Lyoko Evoluție
Code Lyoko Evoluție (în limba franceză Code Lyoko Évolution) este un serial de televiziune de dramă pentru adolescenți științifico-fantastic creat de Tania Palumbo și Thomas Romain și produs de Moonscoop pentru France Télévisions, Lagardere Thematiques și Canal J în asociere cu Sofica Cofanim, Backup Media și B Media Kids. Este o continuare a serialului de animație francez Code Lyoko.
Serialul a fost realizat într-o combinație de filmare în stilul acțiune reală și animație 3D CGI. A avut premiera pe 5 februarie 2013 în Franța pe France 4 și pe 30 noiembrie 2013 pe Canal J.

## Rezumat
La un an după evenimentele din seria originala, Jeremie Belpois, Odd Della Robbia, Ulrich Stern, Yumi Ishiyama și Aelita Schaeffer se întorc la viața lor de zi cu zi și rutine din Academia Kadic. Cu toate acestea, dușmanul lor virtual vechi, XANA, reapare și s-a renăscut cu mai multă putere decât oricând înainte. Cele șase Războinici pe Lyoko își reiau vechile lor vieți duble pentru a proteja omenirea de XANA încă o dată. Și li s-a alăturat William Dunbar, care a fost în cele din urmă acceptat ca al șaselea Războinic pe Lyoko, și o fată la fel de inteligentă ca Jeremie (sau mai mult) pe nume Laura Gauthier, cele șapte eroi trebuie să facă față sistemului multi-agent artificial autonom care amenință lumea încă o dată.
În afară de XANA, Războinicii pe Lyoko până la urmă descoperă că au un alt dușman periculos, un omul de știință nebun numit Profesor Tyron, care pare să fie responsabil pentru întoarcerea lui XANA fără să vrea. El îi controlează pe Ninjele, un grup de războinici virtuali controlați de oameni că avatarele lor virtuale consistă în costume verzi și dungi negre, pentru a face față Războinicilor pe Lyoko. În laboratorul lui Tyron, grupul și descoperă că mama pierdută a Aelitei, Anthea Hopper-Schaeffer, lucrează cu noul lor dușman, și ei încearcă să descopere de ce ea este cu profesorul Tyron și cum să reunească mama și fiica.

## Actori
| Personaj                 | Actor                       |
| ------------------------ | --------------------------- |
| Jeremie Belpois          | Marin Lafitte               |
| Aelita                   | Léonie Berthonnaud          |
| Yumi Ishiyama            | Mélanie Tran                |
| Odd Della Robbia         | Gulliver Bevernaege-Benhadj |
| Ulrich Stern             | Quentin Merabet             |
| William Dunbar           | Diego Mestanza              |
| Laura Gauthier           | Pauline Serieys             |
| Jim Morales              | Bastien Thelliez            |
| Profesor Tyron           | Frank Beckmann              |
| Elisabeth (Sissi) Delmas | Clèmency Haynes             |
| Jean-Pierre Delmas       | Eric Soubelet               |
| Suzanne Hertz            | Sophie Fougère              |
| Samantha Knight          | Louise Vallat               |
| Franz Hopper             | Hugues Massignat            |
| Anthea Schaeffer         | Sandrine Rigaux             |

## Noutăți
- Apare un nou teritoriu: „Cortex”. Acest teritoriu, în conformitate cu Jeremie, este bazat în codul sursă al Lyoko-ului, dar foarte diferit decât Lyoko.
- Costumele în Lyoko sunt puțin diferite fiind mai realiști.
- Armele au schimbări și se alipesc noi arme, de exemplu Bastonul lui Yumi sau noile mănuși ale lui Odd cu săgeți laser.
- Jeremie creează un nou vehicul, „Megapodul”. Este părut la Skid și numai este utilizat pentru a circula pe solul schimbător al Cortexului, Replica nouă.
- Lyoko își schimbă stilul, de exemplu turnurile, care acum sunt prisme și de culoare neagră.
- Aelita, Yumi, Ulrich și Odd au coduri sursă implantate de XANA. Jeremie dezvoltă un contor pentru a ști cât de multe coduri sursă au.
- Datorită acestor coduri, Războinicii pe Lyoko pot să dezactiveze turnurile fără Aelita.
- Există o nouă normă, cu care Războinicii pe Lyoko au nevoie de 12 ore pentru o nouă virtualizare când sunt devirtualizați.
- William se realătură grupului.
- Există noi personaje: profesorul Tyron (creatorul Cortex-ului și antagonistul acestui nou serial) și Laura Gauthier (o nouă Războinică pe Lyoko).
- Există niște noi dușmani numiți „Ninja”, creați de profesorul Tyron.
- Dispare sectorul înghețat și sectorul împădurit pentru că Lyoko s-a deteriorat din cauza inactivității supercomputerului.
- Kiwi nu apare: în episodul „Obstinație”, Odd spune că l-a lăsat pe Kiwi cu surorile lui.
- Sissi apare dar nici Hervé și nici Nicolas nu apar. Deși Nicolas este menționat într-un episod. Milly și Tamiya, de asemenea, nu apar.
- Anthea Schaeffer, Samantha Knight, Sissi, Suzanne Hertz și chiar și Odd, suferă o brutală schimbare estetică fără nicio rațiune aparentă.

## Episoade
Există 26 de episoade din Code Lyoko Evoluție. A debutat online pe 19 decembrie 2012, și pe France 4 la televizor în Franța pe 5 ianuarie 2013. Și a debutat pe AMC în România pe 13 iulie 2013, dublat în limba română.